# Кубок Латвии по футболу 1995
Ку́бок Ла́твии по футбо́лу 1995 года — 54-й розыгрыш Кубка Латвии по футболу.

## 1/32 финала
| Дата | Хозяева                  | Счёт        | Гости                  |
| ---- | ------------------------ | ----------- | ---------------------- |
|      | Аматиери (Рига)          | 2:1         | Цериба (Прейли)        |
|      | Робежсарги (Виляка)      | 1:4         | Лоде                   |
|      | Вента (Вентспилс)        | 1:0         | Юрниекс (Рига)         |
|      | Старт (Рига)             | 4:2         | Вольф-Лат (Рига)       |
|      | Сарма (Тукумс)           | 0:4         | Локомотив (Даугавпилс) |
|      | Екабпилс-Виде (Екабпилс) | 0:1         | Лиепая                 |
|      | Юрас академия (Рига)     | 0:3         | Яуниба (Даугавпилс)    |
|      | Диалог (Елгава)          | 6:0         | Валмиера               |
|      | АВВ-ЛСПА (Рига)          | 4:3         | Хоэтика (Рига)         |
|      | Дардедзе (Айзкраукле)    | 2:8         | Сардзес пулкс (Рига)   |
|      | Гауя (Валмиера)          | 3:0         | Балву Вилки (Балви)    |
|      | Ливаны                   | 3:4 (д. в.) | Смилтене               |

## 1/16 финала
| Дата | Хозяева                | Счёт         | Гости                |
| ---- | ---------------------- | ------------ | -------------------- |
|      | Аматиери (Рига)        | 0:2          | Вилан-Д (Даугавпилс) |
|      | Лоде (Цесисский район) | 0:6          | Амстриг (Рига)       |
|      | Вента (Вентспилс)      | 1:0          | АСК/Фламинко (Рига)  |
|      | Старт (Рига)           | 0:1          | Пардаугава (Рига)    |
|      | Локомотив (Даугавпилс) | 0:1          | Квадратс (Рига)      |
|      | Лиепая                 | 3:3 (п. 3:0) | Стайцеле             |
|      | Яуниба (Даугавпилс)    | 0:3 (д. в.)  | Старт (Броцены)      |
|      | Диалог (Елгава)        | 1:6          | Сконто/Металс (Рига) |
|      | АВВ-ЛСПА (Рига)        | 16:0         | Цесис                |
|      | Сардзес пулкс (Рига)   | 2:2 (п. 6:5) | Латгале (Даугавпилс) |
|      | Гауя (Валмиера)        | 1:3          | Вайрогс (Резекне)    |
|      | Смилтене               | 1:6          | Нафта (Вентспилс)    |

## 1/8 финала
| Дата       | Хозяева              | Счёт         | Гости                |
| ---------- | -------------------- | ------------ | -------------------- |
|            | Вилан-Д (Даугавпилс) | 2:2 (п. 6:7) | Амстриг (Рига)       |
|            | Вента (Вентспилс)    | 3:1          | Олимпия (Рига)       |
|            | Пардаугава (Рига)    | 4:1 (д. в.)  | Квадратс (Рига)      |
| 06.05.1995 | Лиепая               | 0:11         | Сконто (Рига)        |
|            | Старт (Броцены)      | 2:4 (д. в.)  | Сконто/Металс (Рига) |
|            | АВВ-ЛСПА (Рига)      | 1:4          | РАФ (Елгава)         |
|            | Вайрогс (Резекне)    | 2:0          | Сардзес пулкс (Рига) |
|            | Нафта (Вентспилс)    | 0:2          | ДАГ/Лиепая (Лиепая)  |

## 1/4 финала
| Дата       | Хозяева              | Счёт         | Гости               |
| ---------- | -------------------- | ------------ | ------------------- |
|            | Амстриг (Рига)       | 4:0          | Вента (Вентспилс)   |
| 24.05.1995 | Пардаугава (Рига)    | 0:5          | Сконто (Рига)       |
|            | Сконто/Металс (Рига) | 1:2          | РАФ (Елгава)        |
|            | Вайрогс (Резекне)    | 2:2 (п. 2:4) | ДАГ/Лиепая (Лиепая) |

## 1/2 финала
| Дата       | Хозяева        | Счёт | Гости               |
| ---------- | -------------- | ---- | ------------------- |
| 14.06.1995 | Амстриг (Рига) | 1:3  | Сконто (Рига)       |
|            | РАФ (Елгава)   | 0:1  | ДАГ/Лиепая (Лиепая) |

## Финал
| Дата       | Хозяева       | Счёт | Гости               |
| ---------- | ------------- | ---- | ------------------- |
| 22.06.1995 | Сконто (Рига) | 3:0  | ДАГ/Лиепая (Лиепая) |

| 22 июня 1995                   | \| Сконто (Рига) \| 3:0 (0:0) \| ДАГ/Лиепая (Лиепая) \| \| Баушев 51′, 58′ · Астафьев 79′ \| Голы \| \| | Стадион «Даугава», Рига Зрителей: 2 450 Судья: Роман Лаюкс (Рига) |
| Сконто (Рига)                  | 3:0 (0:0)                                                                                               | ДАГ/Лиепая (Лиепая)                                               |
| Баушев 51′, 58′ · Астафьев 79′ | Голы |                                                                   |

| Обладатель Кубка Латвии 1995 |
| ---------------------------- |
| «Сконто» (Рига) 2-й титул    |